# Рейска, Прийт
Прийт Рейска (эст. Priit Reiska; 3 января 1970, Таллин) — эстонский педагог, и. о. ректора Таллинского университета (2020—2021); в прошлом — советский и эстонский футболист, защитник и полузащитник.

## Футбольная карьера
Начал взрослую карьеру в 1989 году в клубе второй лиги СССР «Спорт» (Таллин). На следующий год вместе с клубом играл в чемпионате Прибалтики. В начале 1990-х годов выступал в низших лигах Финляндии, а в сезоне 1993/94 — за аутсайдера высшего дивизиона Эстонии «Тервис» (Пярну). Во второй половине 1990-х годов играл за любительские клубы Германии.
В 1999 году вернулся на родину и много лет играл в высшей и первой лигах за «Курессааре». Также летом 1999 года провёл 3 матча в высшей лиге за таллинскую «Флору», ставшую бронзовым призёром чемпионата, а в 2002 году сыграл 3 матча за «Тулевик» (Вильянди), финишировавший на пятом месте. В составе «Флоры» также сыграл один матч в Лиге чемпионов. В основной команде «Курессааре» последние матчи в высшей лиге провёл в 2005 году, а в играх первой лиги выходил в 2008 году. Затем до 47-летнего возраста выходил на поле за любительские клубы в низших дивизионах.
Всего в высшем дивизионе Эстонии сыграл 78 матчей и забил 5 голов.
В ноябре 1991 года сыграл два матча за сборную Эстонии в рамках Кубка Балтии против Литвы и Латвии, однако эти матчи не включаются в официальный список игр сборной Эстонии и рассматриваются как неофициальные, или в ряде источников, как игры сборной до 23 лет.

## Педагогическая карьера
Окончил 37-ю школу Таллина (1988) и Таллинский педагогический университет (1993) по специальности «физическое воспитание». В начале 1990-х годов некоторое время работал школьным учителем в Таллине и лаборантом в университете. Во второй половине 1990-х годов проходил обучение в Кильском университете (Германия) по проблемам педагогики, обучения физике и другим точным наукам. Получил научные звания dr. sc. paed (1999) и dr. sc. paed. habil (2002).
С 1999 года работал преподавателем, научным сотрудником Таллинского педагогического университета (с 2005 года — Таллинский университет). В 2005—2008 годах — декан педагогического факультета, с 2009 года — проректор по учебной работе, профессор. С 1 сентября 2020 по 15 мая 2021 года исполнял обязанности ректора университета.
Научные направления: применение компьютера в обучении физике, метод концептуальных карт, компьютерное моделирование и реальный эксперимент (влияние на знания и деятельностную компетентность учащихся при преподавании естественных наук), актуальность естественнонаучного образования в общеобразовательной школе. Около 40 научных публикаций.

## Личная жизнь
Отец, Рейн Рейска (et; 1939—2020) — инженер-технолог, кандидат наук, специализировавшийся на деревообрабатывающей и бумажной промышленности.